# Морские гребешки
Морские гребешки (лат. Pectinidae) — семейство морских двустворчатых моллюсков из отряда Pectinida. Насчитывает около 250 видов, распространённых в мировом океане.

## Описание
Створки округлой формы, с характерной веерообразной формой, обычно с отчётливо выраженными радиальными складками. Прикрепляются биссусом к субстрату или свободно лежат на грунте. На мантии имеются многочисленные шарики — органы зрения, способные различать свет и тень. В случае опасности свободно лежащие на дне гребешки могут совершать прыжки, резко смыкая створки и тем самым создавая реактивную тягу. Большинство видов — объекты промысла: мясо гребешков — деликатес, а раковины используют в декоративных целях.

## Гребешок в кулинарии
Мясо гребешков нежное, слегка сладковатого вкуса. Морские гребешки используются для приготовления различных блюд (вторых блюд, салатов и пр.). В частности, они являются составной частью многих французских блюд. Их также можно употреблять в пищу сырыми.
Иногда по ошибке гребешками называют ледяной гриб (Tremella fuciformis), употребляемый в салатах.

## Гребешок в качестве символа

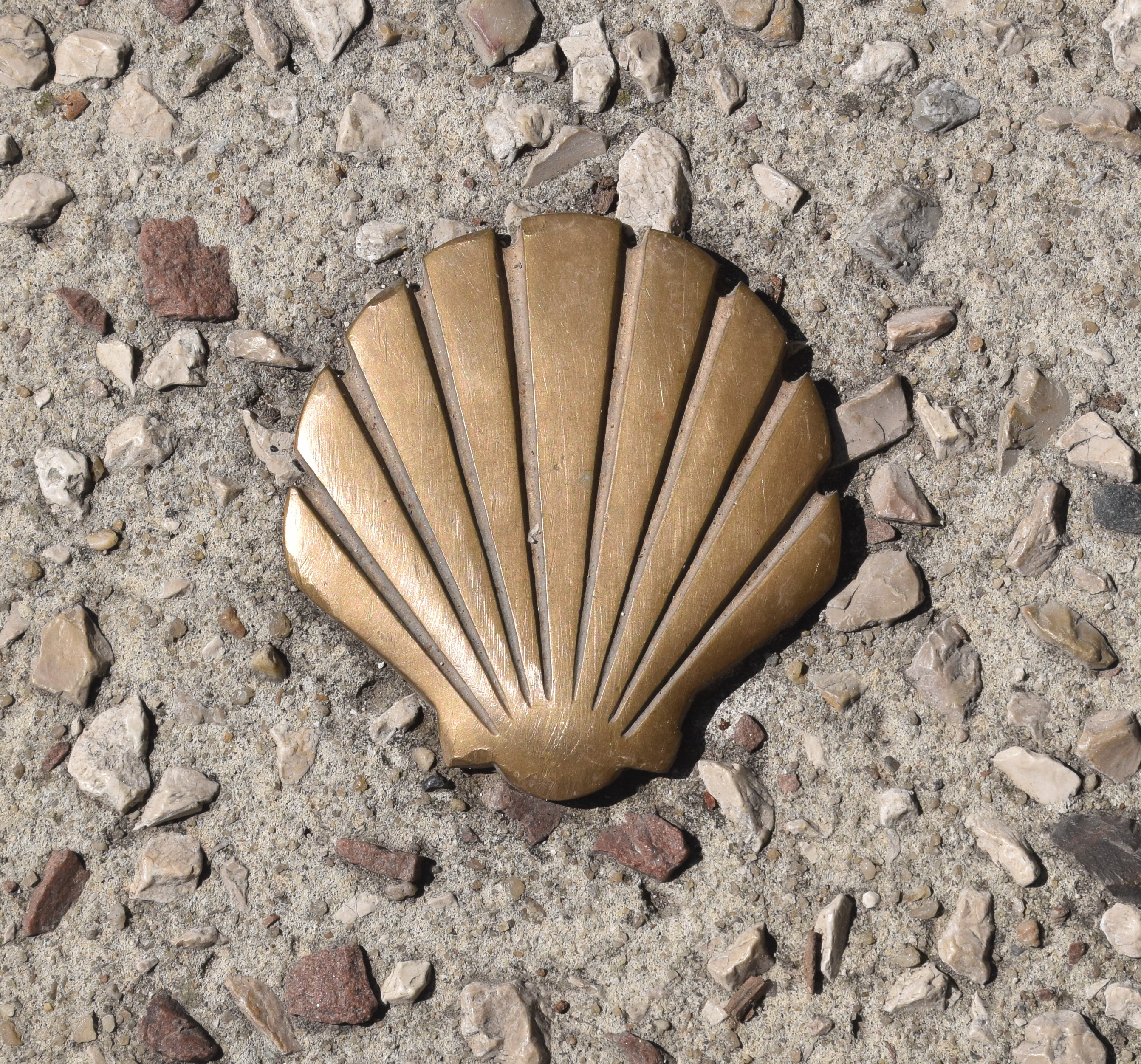
Раковина Святого Иакова в Каоре (Франция)

Раковина морского гребешка также используется как символ. Например, она является эмблемой паломников к гробу Святого Иакова и пересекающего всю Западную Европу Пути Святого Иакова. Латинское название одного из распространённых видов морского гребешка и его название на многих европейских языках напрямую связано со Святым Иаковом: лат. Pecten jacobaeus, итал. conchiglia di San Giacomo, нем. Jakobsmuschel, фр. coquille Saint-Jacques, нидерл. Sint-jakobsschelp, польский язык Małże Świątego Jakuba и другие.
Также это символ нефтяной компании «Шелл». Компания давно использует эмблему раковины. Сперва это была раковина мидии, а в 1948 году она была заменена на изображение морского гребешка. В 1971 году это изображение было стилизовано дизайнером Раймондом Лоуи, в таком виде оно находится на эмблеме и сейчас.

## Классификация
На июль 2018 года к семейству относят следующие таксоны рангом до рода включительно:
- Роды incertae sedis

- † Athlopecten Marwick, 1928
- Lamellipecten Dijkstra & Maestrati, 2010

- Подсемейство Camptonectinae Habe, 1977

- Camptonectes Agassiz, 1864
- Ciclopecten G. Seguenza, 1877
- Delectopecten Stewart, 1930
- Hyalopecten Verrill, 1897
- Pseudohinnites Dijkstra, 1989
- Sinepecten Schein, 2006

- Подсемейство Palliolinae Korobkov, 1960
  - Триба Adamussiini Habe, 1977
    - Adamussium Thiele, 1934
    - † Antarctipecten Beu & Taviani, 2013
    - † Duplipecten Marwick, 1928
    - † Lentipecten Marwick, 1928
    - † Leoclunipecten Beu & Taviani, 2013
    - † Ruthipecten Beu & Taviani, 2013

  - † Триба Eburneopectinini T. Waller, 2006
    - † Eburneopecten Conrad, 1865

  - Триба Mesopeplini T. Waller, 2006
    - † Kaparachlamys Boreham, 1965
    - Mesopeplum Iredale, 1929
    - † Phialopecten Marwick, 1928
    - † Sectipecten Marwick, 1928
    - † Towaipecten Beu, 1995

  - Триба Palliolini Korobkov, 1960
    - Karnekampia H. P. Wagner, 1988
    - Lissochlamys Sacco, 1897
    - Palliolum Monterosato, 1884
    - Placopecten Verrill, 1897
    - Pseudamussium Mörch, 1853

  - † Триба Serripectinini T. Waller, 2006
    - † Janupecten Marwick, 1928
    - † Serripecten Marwick, 1928
- Подсемейство Pectininae Rafinesque, 1815
  - Триба Aequipectinini F. Nordsieck, 1969
    - Aequipecten P. Fischer, 1886
    - Argopecten Monterosato, 1889
    - Cryptopecten Dall, Bartsch & Rehder, 1938
    - Flexopecten Sacco, 1897
    - Haumea Dall, Bartsch & Rehder, 1938
    - Leptopecten Verrill, 1897
    - Volachlamys Iredale, 1939

  - Триба Amusiini Ridewood, 1903
    - Amusium Röding, 1798
    - Dentamussium Dijkstra, 1990
    - Euvola Dall, 1898
    - Leopecten Masuda, 1971
    - Ylistrum Mynhardt & Alejandrino, 2014

  - Триба Austrochlamydini Jonkers, 2003
    - Austrochlamys Jonkers, 2003

  - Триба Decatopectinini Waller, 1986
    - Anguipecten Dall, Bartsch & Rehder, 1938
    - Antillipecten Waller, 2011
    - Bractechlamys Iredale, 1939
    - Decatopecten G. B. Sowerby II, 1839
    - Excellichlamys Iredale, 1939
    - Glorichlamys Dijkstra, 1991
    - Gloripallium Iredale, 1939
    - Juxtamusium Iredale, 1939
    - Lyropecten Conrad, 1862
    - Mirapecten Dall, Bartsch & Rehder, 1938
    - Nodipecten Dall, 1898

  - Триба Pectinini Rafinesque, 1815
    - Annachlamys Iredale, 1939
    - † Gigantopecten Rovereto, 1899
    - Minnivola Iredale, 1939
    - † Oopecten  Sacco, 1897
    - † Oppenheimopecten Teppner, 1922
    - Pecten O. F. Müller, 1776
    - Serratovola Habe, 1951
- Подсемейство Pedinae Bronn, 1862
  - Триба Chlamydini Teppner, 1922
    - † Austrohinnites Beu & Darragh, 2001
    - Azumapecten Habe, 1977
    - Chlamys Röding, 1798
    - Complicachlamys Iredale, 1939
    - Coralichlamys Iredale, 1939
    - Equichlamys Iredale, 1929
    - Hemipecten A. Adams & Reeve, 1849
    - Hinnites Defrance, 1821
    - Laevichlamys Waller, 1993
    - Manupecten Monterosato, 1872
    - Notochlamys Cotton, 1930
    - Pascahinnites Dijkstra & Raines, 1999
    - Scaeochlamys Iredale, 1929
    - Semipallium Jousseaume, 1928
    - Swiftopecten Hertlein, 1935
    - Talochlamys Iredale, 1929
    - Veprichlamys Iredale, 1929
    - Zygochlamys Ihering, 1907

  - Триба Crassadomini Waller, 1993
    - Caribachlamys Waller, 1993
    - Crassadoma F. R. Bernard, 1986

  - Триба Fortipectinini Masuda, 1963
    - Mizuhopecten Masuda, 1963
    - Patinopecten Dall, 1898

  - Триба Mimachlamydini Waller, 1993
    - Mimachlamys Iredale, 1929
    - Spathochlamys Waller, 1993

  - Триба Pedini Bronn, 1862
    - Pedum Bruguière, 1792

## Галерея

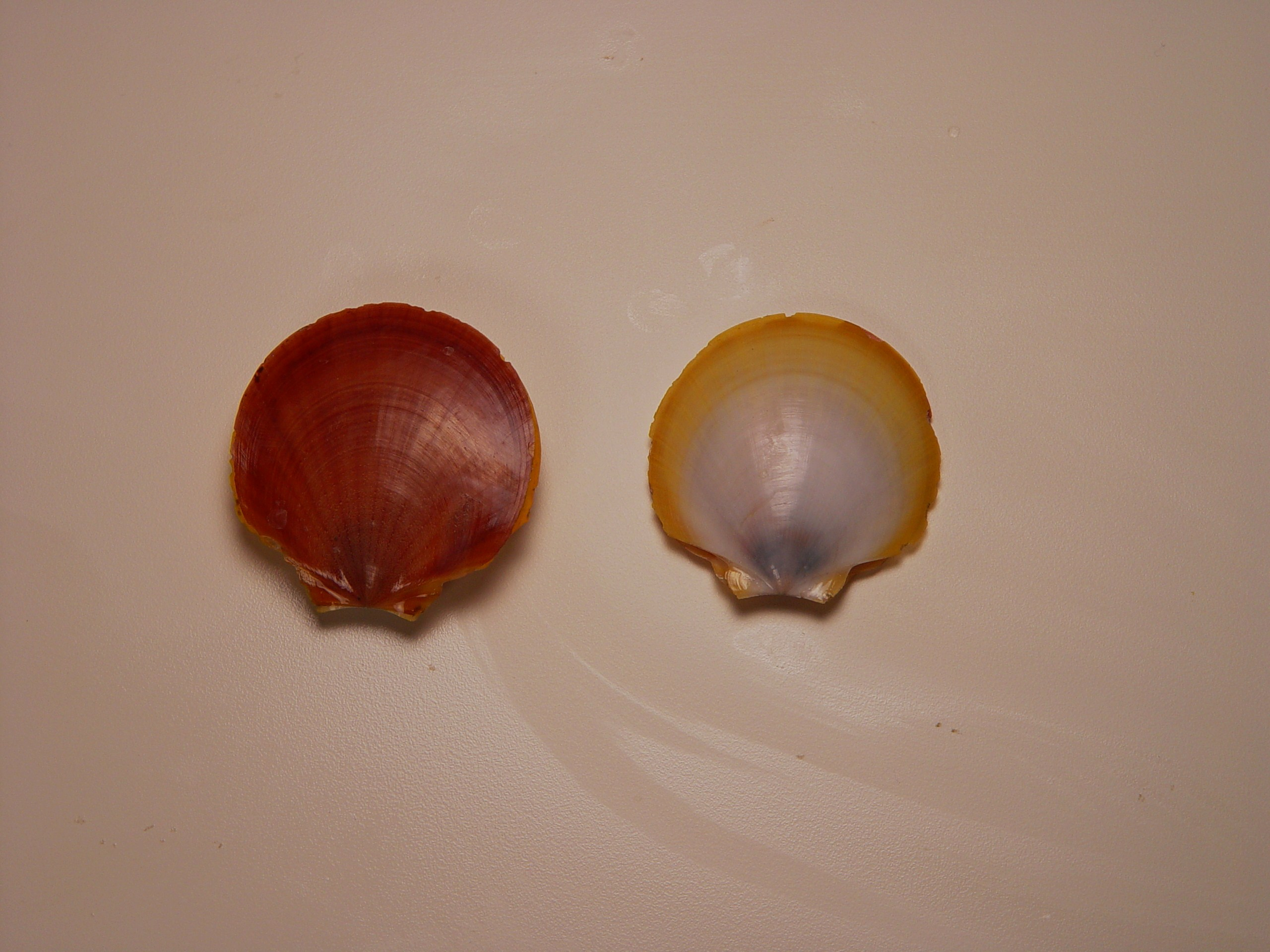
Amusium papyraceum
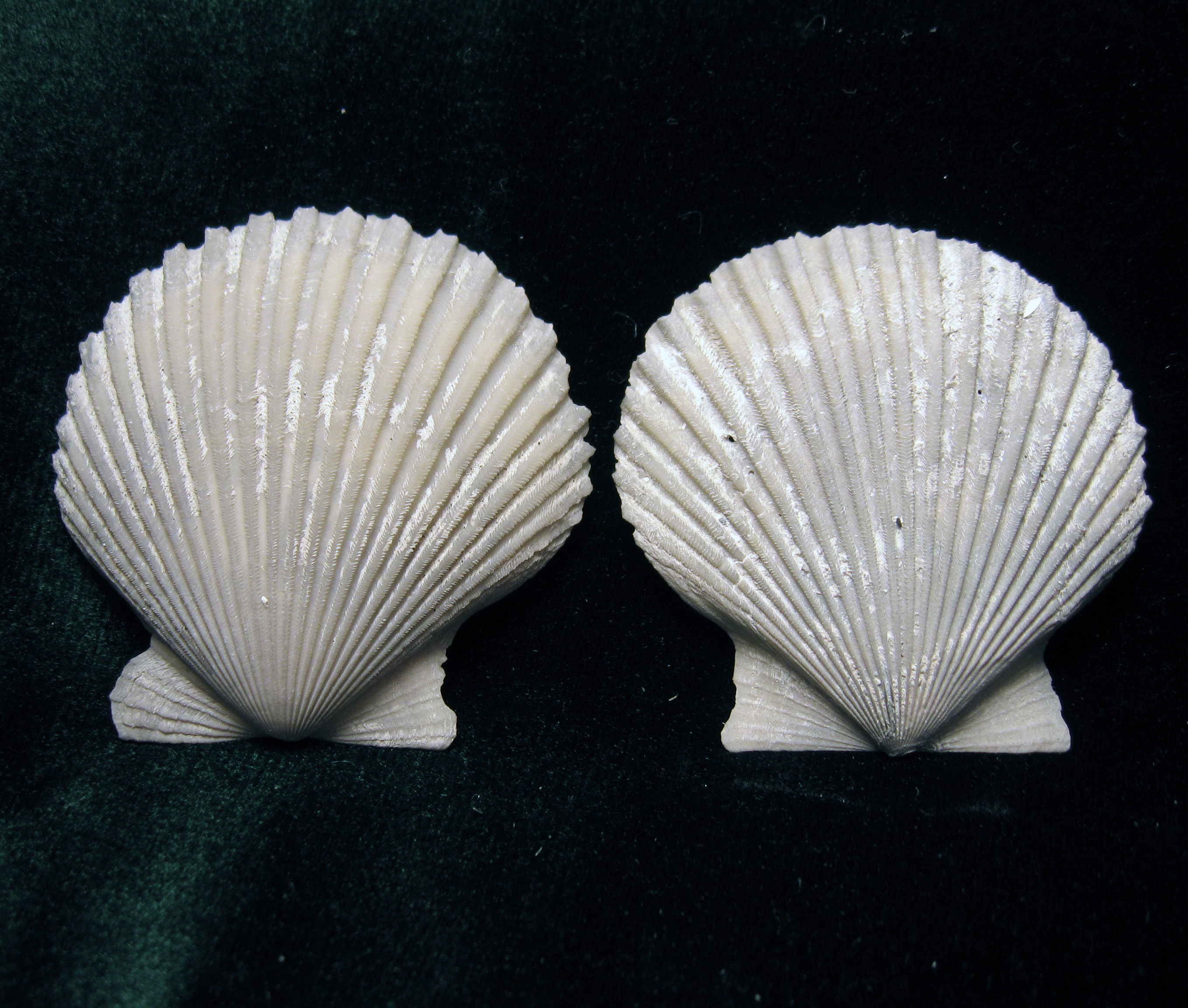
Argopecten ventricosus
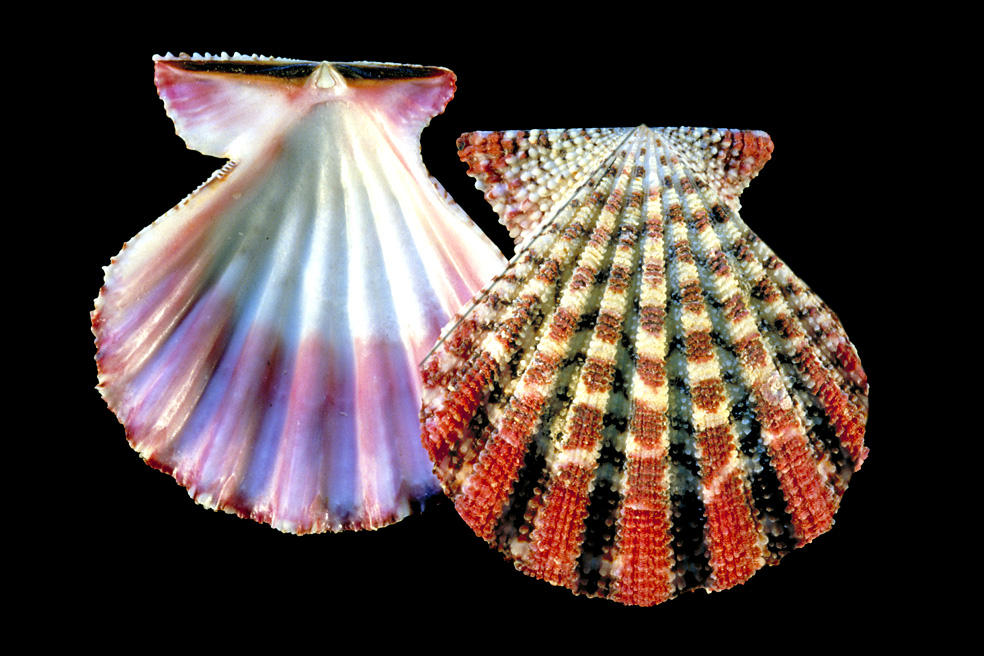
Chlamys sanguinolentus
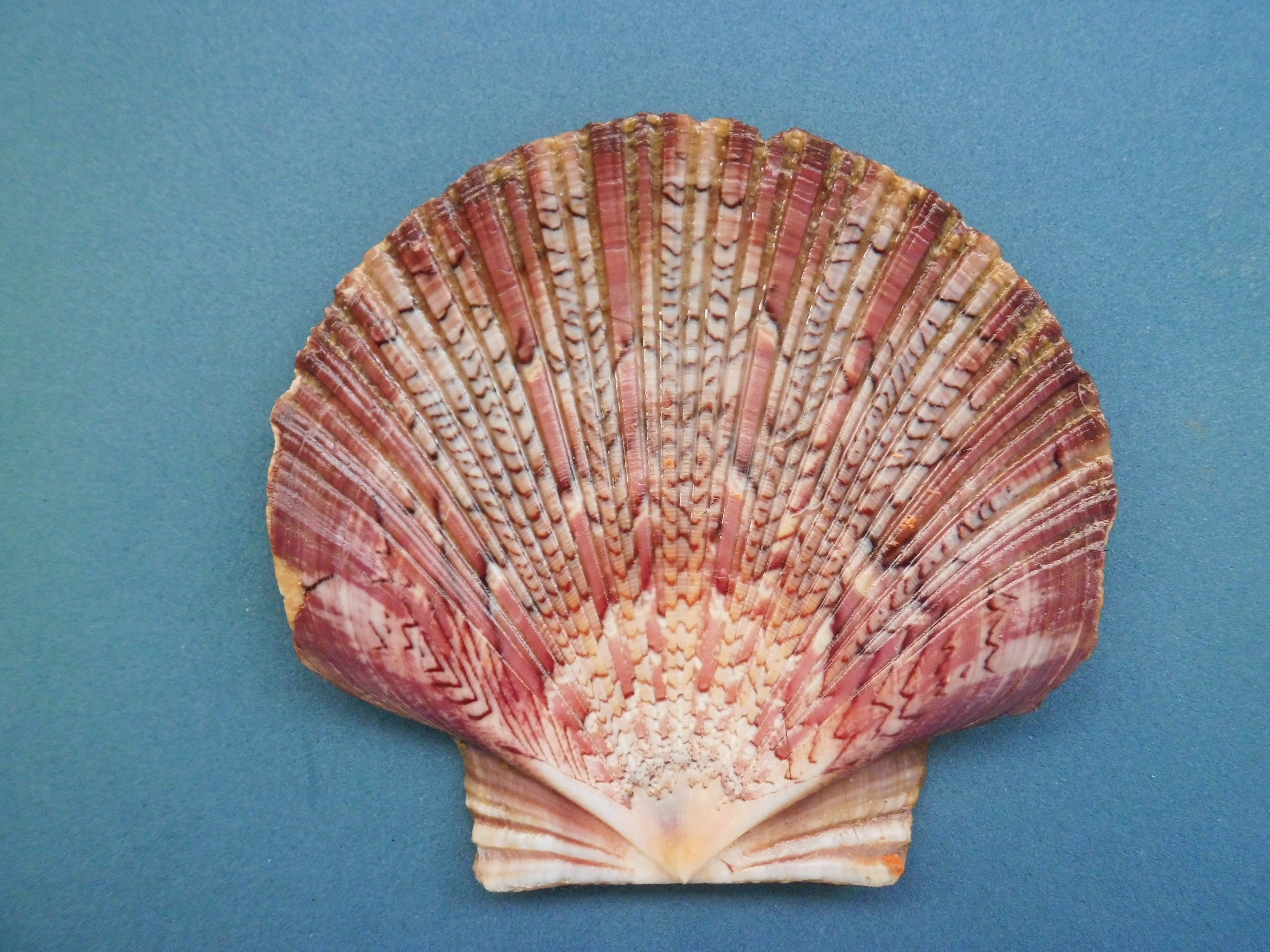
Euvola zigzag
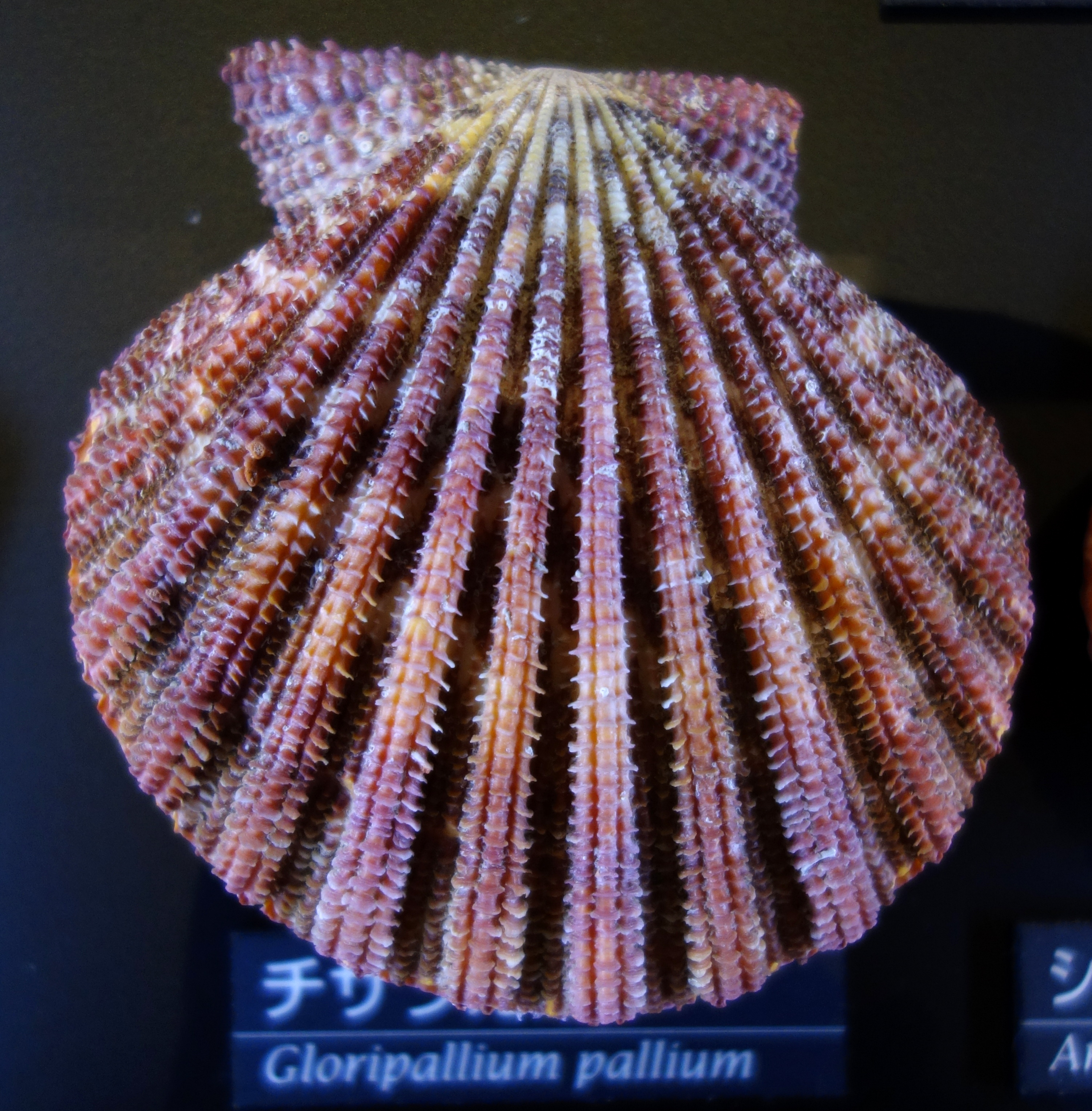
Gloripallium pallium
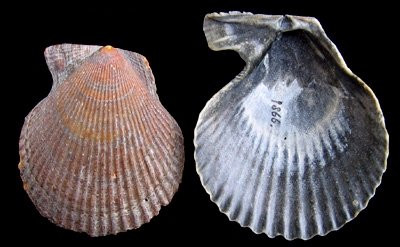
Mimachlamys varia